# Arrondissement d'Arcis-sur-Aube
1800–1926
Entités précédentes :
- District d'Arcis-sur-Aube

Entités suivantes :
- Arrondissement de Bar-sur-Aube
- Arrondissement de Nogent-sur-Seine
- Arrondissement de Troyes

L'arrondissement d'Arcis-sur-Aube est un ancien arrondissement français du département de l'Aube. Il fut créé le 17 février 1800 et supprimé par décret du 10 septembre 1926. Par la suite, les cantons seront rattachés entre les arrondissements de Bar-sur-Aube, Nogent-sur-Seine et Troyes.

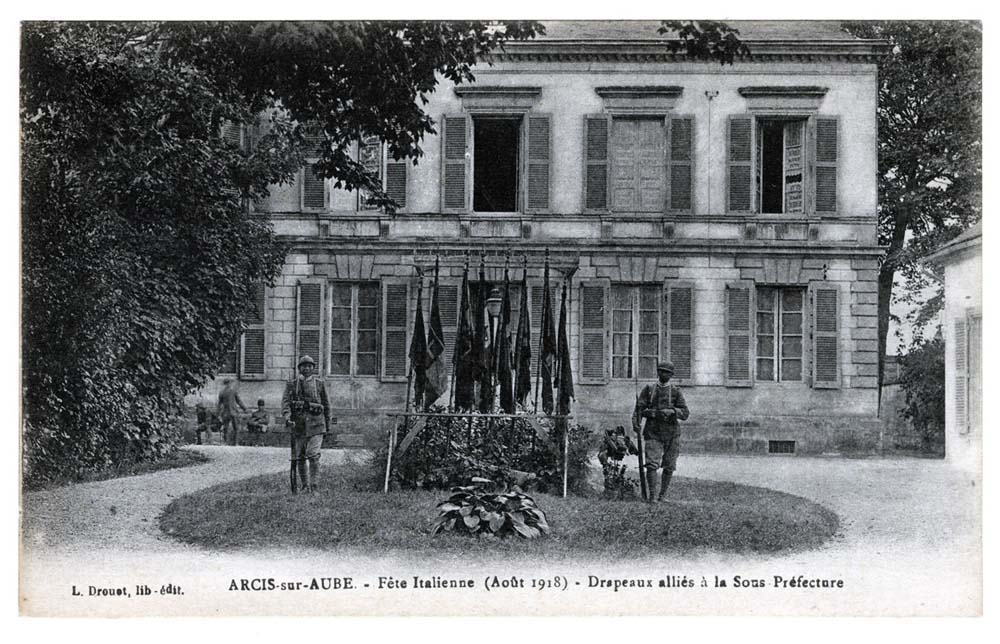
La sous-préfecture en 1918 gardée par des soldats italiens.

## Géographie

### Localisation
L'arrondissement d'Arcis-sur-Aube est située dans le bassin parisien, au nord de l'Aube et au centre de la Champagne-Ardenne.
Il était délimitée par les arrondissements de Troyes et de Bar-sur-Aube au sud, de Wassy et de Vitry-le-François à l'est, d'Épernay au nord et de Nogent-sur-Seine à l'ouest.

### Géologie et Relief
Le territoire de l'arrondissement recouvre la Champagne crayeuse au nord du département de l'Aube. Il s'étendait sur 50 km d'est en ouest, de la Seine à Chavanges, et de 30 km du nord au sud, de Poivres à Charmont-sous-Barbuise.

## Histoire
Le 17 février 1800, la loi du 28 pluviôse an VIII créé l'arrondissement d'Arcis-sur-Aube pour remplacer l'ancien district du même nom qui a existé du 4 mars 1790 au 22 août 1795. Arcis-sur-Aube devient une sous-préfecture à 2 545 habitants.
Le décret du 10 septembre 1926 supprime plusieurs arrondissements en France. Arcis-sur-Aube ne sera pas épargné. La sous-préfecture ferme et devient la Poste.

## Composition

### En 1800
En 1800, il était composé des 11 cantons suivants :
Le canton d'Arcis-sur-Aube groupait 11 communes :
Arcis-sur-Aube, Bessy, Mesnil-la-Comtesse, Nozay, Pouan-les-Vallées, Saint-Étienne-sous-Barbuise, Saint-Nabord-sur-Aube, Torcy-le-Grand, Torcy-le-Petit, Vaupoisson et Villette-sur-Aube.
Le canton d'Allibaudières groupait 8 communes :
Allibaudières, Champigny-sur-Aube, le Chêne, Herbisse, Ormes, Salon, Viâpres-le-Petit et Villiers-Herbisse.
Le canton d'Aulnay groupait 8 communes :
Aulnay, Braux, Brillecourt, Chalette-sur-Voire, Dommartin-le-Coq, Donnement, Jasseines et Magnicourt.
Le canton de Chauchigny groupait 6 communes :
Chauchigny, les Grandes-Chapelles, Prémierfait, Rilly-Sainte-Syre, Saint-Mesmin et Savières.
Le canton de Chavanges groupait 8 communes :
Arrembécourt, Bailly-le-Franc, Balignicourt, Chassericourt, Chavanges, Joncreuil, Pars-lès-Chavanges et Saint-Léger-sous-Margerie.
Le canton de Coclois groupait 9 communes :
Avant-lès-Ramerupt, Chaudrey, Coclois, Longsols, Mesnil-Lettre, Nogent-sur-Aube, Ortillon, Pougy et Verricourt.
Le canton de Mailly groupait 7 communes :
Dosnon, Grandville, Mailly-le-Camp, Poivres, Semoine, Trouan-le-Grand et Trouans.
Le canton de Méry groupait 8 communes :
Châtres, Droupt-Saint-Basle, Droupt-Sainte-Marie, Étrelles-sur-Aube, Méry-sur-Seine, Mesgrigny, Saint-Oulph et Vallant-Saint-Georges.
Le canton de Montsuzain groupait 8 communes :
Aubeterre, Chapelle-Vallon, Charmont-sous-Barbuise, Feuges, Fontaine-Luyères, Montsuzain, Saint-Remy-sous-Barbuise et Voué.
Le canton de Plancy groupait 7 communes :
l'Abbaye-sous-Plancy, Boulages, Champfleury, Charny-le-Bachot, Longueville-sur-Aube, Plancy-l'Abbaye et Viâpres-le-Grand.
Le canton de Ramerupt groupait 9 communes :
Aubigny, Dampierre, Isle-Aubigny, Lhuître, Morembert, Ramerupt, Romaines, Vaucogne et Vinets.

### De 1801 à 1926
La loi du 8 pluviôse an IX (28 janvier 1801) restreint le nombre de cantons, il n'y en a plus que 4 dans l'arrondissement :
Le canton d'Arcis-sur-Aube groupe 23 communes :
Allibaudières, Arcis-sur-Aube, Aubeterre, Champigny-sur-Aube, Charmont-sous-Barbuise, le Chêne, Feuges, Fontaine-Luyères (Commune rattachée à Charmont-sous-Barbuise en 1972 et au canton en 1841), Herbisse, Mailly-le-Camp, Montsuzain, Nozay, Ormes, Poivres (à partir de 1926), Pouan-les-Vallées, Saint-Étienne-sous-Barbuise, Saint-Remy-sous-Barbuise, Semoine, Torcy-le-Grand, Torcy-le-Petit, Villette-sur-Aube, Villiers-Herbisse et Voué.
Le canton de Chavanges groupe 17 communes :
Arrembécourt, Aulnay, Bailly-le-Franc, Balignicourt, Braux, Chalette-sur-Voire, Chassericourt (Commune rattachée à Chavanges en 1965), Chavanges, Donnement, Jasseines, Joncreuil, Lentilles (à partir de 1840), Magnicourt, Montmorency-Beaufort (à partir de 1840), Pars-lès-Chavanges, Saint-Léger-sous-Margerie et Villeret (à partir de 1840).
Le canton de Méry-sur-Seine groupe 26 communes :
l'Abbaye-sous-Plancy (commune rattachée à Plancy-l'Abbaye en 1969), Bessy, Boulages, Champfleury, Chapelle-Vallon, Charny-le-Bachot, Châtres, Chauchigny, Droupt-Saint-Basle, Droupt-Sainte-Marie, Étrelles-sur-Aube, les Grandes-Chapelles, Longueville-sur-Aube, Méry-sur-Seine, Mesgrigny, Plancy-l'Abbaye, Prémierfait, Rhèges, Rilly-Sainte-Syre, Saint Mesmin, Saint-Oulph, Salon, Savières, Vallant-Saint-Georges, Viâpres-le-Grand (Commune rattachée à Plancy-l'Abbaye en 1972) et Viâpres-le-Petit.
Le canton de Ramerupt groupe 28 communes :
Aubigny (Commune rattachée à Isle-Aubigny en 1965), Avant-lès-Ramerupt, Brillecourt, Chaudrey, Coclois, Dampierre, Dommartin-le-Coq, Dosnon, Fontaine-Luyères (jusqu'en 1841), Grandville, Isle-Aubigny, Lhuître, Longsols, Mesnil-la-Comtesse, Mesnil-Lettre, Morembert, Nogent-sur-Aube, Ortillon, Poivres (jusqu'en 1926), Pougy, Ramerupt, Romaines (Commune rattachée à Ramerupt en 1973), Saint-Nabord-sur-Aube, Trouan-le-Grand (Commune rattachée à Trouans en 1972), Trouans, Vaucogne, Vaupoisson, Verricourt et Vinets.

## Administration
La sous-préfecture comportait un conseil de sous-préfecture, un conseil général d'agriculture qui dépendait du Ministère de l'Intérieur, d'un conservateur des hypothèques qui dépendait du Département des Finances et d'un tribunal de première instance composé de trois juges.
| Période                                  | Période    | Identité                          | Étiquette | Qualité |
| ---------------------------------------- | ---------- | --------------------------------- | --------- | ------- |
| 1800                                     | 1816       | M. Parey                          |           |         |
| 1816                                     | 1831       | M. de Paillot                     |           |         |
| 1831                                     | 1851       | M. Tézénas                        |           |         |
| 1851                                     | 1854       | M. Méry                           |           |         |
| 1854                                     | 1859       | M. de Metz                        |           |         |
| 1860                                     | 1863       | M. le Comte de l'Angle-Beaumanoir |           |         |
| 1863                                     | 1867       | M. Ferri-Pisani                   |           |         |
| 1867                                     | 1873 ?     | M. Jardon                         |           |         |
| 1873 ?                                   | 1876 ?     | M. le Baron Raymond de Bar        |           |         |
| 1876 ?                                   | 1879 ?     | M. Lugagne                        |           |         |
| 1879 ?                                   | 1886 ?     | M. Puy de Jailly                  |           |         |
| 1886 ?                                   | 1887-1888  | M. Henry Gautier                  |           |         |
| 1887-1888                                | 1891 ?     | M. Fleury                         |           |         |
| 1891 ?                                   | 1895 ?     | M. Weill                          |           |         |
| 1895 ?                                   | 1900 ?     | M. Chaussade                      |           |         |
| 1900 ?                                   | après 1900 | M. Viaud                          |           |         |
| Les données manquantes sont à compléter. |            |                                   |           |         |

## Démographie
| 1793 | 1800 | 1806 | 1821   | 1831   | 1836   | 1841   | 1846   | 1851   |
| ---- | ---- | ---- | ------ | ------ | ------ | ------ | ------ | ------ |
| -    | -    | -    | 33 426 | 35 128 | 35 744 | 36 443 | 36 625 | 36 364 |

| 1856   | 1861   | 1866   | 1872   | 1876   | 1881   | 1886   | 1891   | 1896   |
| ------ | ------ | ------ | ------ | ------ | ------ | ------ | ------ | ------ |
| 35 153 | 35 764 | 34 760 | 33 457 | 32 543 | 31 219 | 30 829 | 29 565 | 28 269 |

| 1901 | 1906 | 1911 | 1921 | 1926 | - | - | - | - |
| ---- | ---- | ---- | ---- | ---- | - | - | - | - |
| -    | -    | -    | -    | -    | - | - | - | - |